# Pseudolimnophila palmeri
Pseudolimnophila palmeri är en tvåvingeart som först beskrevs av Alexander 1915.  Pseudolimnophila palmeri ingår i släktet Pseudolimnophila och familjen småharkrankar. Inga underarter finns listade i Catalogue of Life.